# Lista planetelor minore/24101–24200
Aceasta este Lista planetelor minore/24101–24200; pentru a naviga prin lista completă vezi Lista planetelor minore.
Pentru ale detalii vezi și Proiect:Astronomie sau Portal:Astronomie.
| Nume                 | Denumire provizorie | Data descoperirii | Locul descoperirii         | Descoperitor(i)                         |
| -------------------- | ------------------- | ----------------- | -------------------------- | --------------------------------------- |
| 24101 Cassini        | 1999 VA9            | 9 noiembrie 1999  | Fountain Hills⁠(d)          | C. W. Juels⁠(d)                          |
| 24102 Jacquescassini | 1999 VD9            | 9 noiembrie 1999  | Fountain Hills             | C. W. Juels                             |
| 24103 Dethury        | 1999 VS9            | 9 noiembrie 1999  | Fountain Hills             | C. W. Juels                             |
| 24104 Vinissac       | 1999 VZ9            | 9 noiembrie 1999  | Fountain Hills             | C. W. Juels                             |
| 24105 Broughton      | 1999 VE10           | 9 noiembrie 1999  | Fountain Hills             | C. W. Juels                             |
| 24106 -              | 1999 VA12           | 10 noiembrie 1999 | Fountain Hills             | C. W. Juels                             |
| 24107 -              | 1999 VS19           | 12 noiembrie 1999 | Zeno⁠(d)                    | T. Stafford⁠(d)                          |
| 24108 -              | 1999 VL20           | 11 noiembrie 1999 | Fountain Hills⁠(d)          | C. W. Juels⁠(d)                          |
| 24109 -              | 1999 VO20           | 11 noiembrie 1999 | Fountain Hills             | C. W. Juels                             |
| 24110 -              | 1999 VP20           | 11 noiembrie 1999 | Fountain Hills             | C. W. Juels                             |
| 24111 -              | 1999 VY22           | 13 noiembrie 1999 | High Point⁠(d)              | D. K. Chesney⁠(d)                        |
| 24112 -              | 1999 VO23           | 14 noiembrie 1999 | Fountain Hills⁠(d)          | C. W. Juels⁠(d)                          |
| 24113 -              | 1999 VQ23           | 14 noiembrie 1999 | Fountain Hills             | C. W. Juels                             |
| 24114 -              | 1999 VV23           | 14 noiembrie 1999 | Fountain Hills             | C. W. Juels                             |
| 24115 -              | 1999 VH24           | 15 noiembrie 1999 | Fountain Hills             | C. W. Juels                             |
| 24116 -              | 1999 VK24           | 15 noiembrie 1999 | Fountain Hills             | C. W. Juels                             |
| 24117 -              | 1999 VQ26           | 3 noiembrie 1999  | Socorro                    | LINEAR                                  |
| 24118 Babazadeh      | 1999 VX28           | 3 noiembrie 1999  | Socorro                    | LINEAR                                  |
| 24119 Katherinrose   | 1999 VB32           | 3 noiembrie 1999  | Socorro                    | LINEAR                                  |
| 24120 Jeremyblum     | 1999 VR33           | 3 noiembrie 1999  | Socorro                    | LINEAR                                  |
| 24121 Achandran      | 1999 VV33           | 3 noiembrie 1999  | Socorro                    | LINEAR                                  |
| 24122 -              | 1999 VW34           | 3 noiembrie 1999  | Socorro                    | LINEAR                                  |
| 24123 Timothychang   | 1999 VU35           | 3 noiembrie 1999  | Socorro                    | LINEAR                                  |
| 24124 Dozier         | 1999 VH36           | 3 noiembrie 1999  | Socorro                    | LINEAR                                  |
| 24125 Sapphozoe      | 1999 VS36           | 3 noiembrie 1999  | Socorro                    | LINEAR                                  |
| 24126 Gudjonson      | 1999 VC49           | 3 noiembrie 1999  | Socorro                    | LINEAR                                  |
| 24127 -              | 1999 VZ52           | 3 noiembrie 1999  | Socorro                    | LINEAR                                  |
| 24128 Hipsman        | 1999 VU53           | 4 noiembrie 1999  | Socorro                    | LINEAR                                  |
| 24129 Oliviahu       | 1999 VJ62           | 4 noiembrie 1999  | Socorro                    | LINEAR                                  |
| 24130 Alexhuang      | 1999 VW63           | 4 noiembrie 1999  | Socorro                    | LINEAR                                  |
| 24131 Jonathuggins   | 1999 VG65           | 4 noiembrie 1999  | Socorro                    | LINEAR                                  |
| 24132 -              | 1999 VS67           | 4 noiembrie 1999  | Socorro                    | LINEAR                                  |
| 24133 Chunkaikao     | 1999 VW67           | 4 noiembrie 1999  | Socorro                    | LINEAR                                  |
| 24134 Cliffordkim    | 1999 VD70           | 4 noiembrie 1999  | Socorro                    | LINEAR                                  |
| 24135 Lisann         | 1999 VA71           | 4 noiembrie 1999  | Socorro                    | LINEAR                                  |
| 24136                | 1999 VL72           | 14 noiembrie 1999 | Xinglong⁠(d)                | Beijing Schmidt CCD Asteroid Program⁠(d) |
| 24137 -              | 1999 VP72           | 9 noiembrie 1999  | Stroncone⁠(d)               | A. Vagnozzi⁠(d)                          |
| 24138 Benjaminlu     | 1999 VB81           | 4 noiembrie 1999  | Socorro                    | LINEAR                                  |
| 24139 Brianmcarthy   | 1999 VE89           | 4 noiembrie 1999  | Socorro                    | LINEAR                                  |
| 24140 Evanmirts      | 1999 VQ89           | 5 noiembrie 1999  | Socorro                    | LINEAR                                  |
| 24141 -              | 1999 VN113          | 4 noiembrie 1999  | Catalina                   | CSS                                     |
| 24142 -              | 1999 VP114          | 9 noiembrie 1999  | Catalina                   | CSS                                     |
| 24143 -              | 1999 VY124          | 10 noiembrie 1999 | Socorro                    | LINEAR                                  |
| 24144 Philipmocz     | 1999 VU137          | 12 noiembrie 1999 | Socorro                    | LINEAR                                  |
| 24145 -              | 1999 VD154          | 13 noiembrie 1999 | Catalina                   | CSS                                     |
| 24146 Benjamueller   | 1999 VY158          | 14 noiembrie 1999 | Socorro                    | LINEAR                                  |
| 24147 Stefanmuller   | 1999 VH162          | 14 noiembrie 1999 | Socorro                    | LINEAR                                  |
| 24148 Mychajliw      | 1999 VM169          | 14 noiembrie 1999 | Socorro                    | LINEAR                                  |
| 24149 Raghavan       | 1999 VL173          | 15 noiembrie 1999 | Socorro                    | LINEAR                                  |
| 24150 -              | 1999 VN174          | 13 noiembrie 1999 | Catalina                   | CSS                                     |
| 24151 -              | 1999 VR184          | 15 noiembrie 1999 | Socorro                    | LINEAR                                  |
| 24152 Ramasesh       | 1999 VR185          | 15 noiembrie 1999 | Socorro                    | LINEAR                                  |
| 24153 Davidalex      | 1999 VE188          | 15 noiembrie 1999 | Socorro                    | LINEAR                                  |
| 24154 Ayonsen        | 1999 VP188          | 15 noiembrie 1999 | Socorro                    | LINEAR                                  |
| 24155 Serganov       | 1999 VX188          | 15 noiembrie 1999 | Socorro                    | LINEAR                                  |
| 24156 Hamsasridhar   | 1999 VZ188          | 15 noiembrie 1999 | Socorro                    | LINEAR                                  |
| 24157 -              | 1999 VN192          | 1 noiembrie 1999  | Anderson Mesa              | LONEOS                                  |
| 24158 -              | 1999 VV192          | 1 noiembrie 1999  | Anderson Mesa              | LONEOS                                  |
| 24159 -              | 1999 VY192          | 1 noiembrie 1999  | Anderson Mesa              | LONEOS                                  |
| 24160 -              | 1999 VS207          | 9 noiembrie 1999  | Stroncone⁠(d)               | Stroncone⁠(d)                            |
| 24161 -              | 1999 VU219          | 5 noiembrie 1999  | Socorro                    | LINEAR                                  |
| 24162 Askaci         | 1999 WD             | 17 noiembrie 1999 | Olathe⁠(d)                  | L. Robinson⁠(d)                          |
| 24163 -              | 1999 WT1            | 25 noiembrie 1999 | Višnjan Observatory⁠(d)     | K. Korlević                             |
| 24164 -              | 1999 WM3            | 28 noiembrie 1999 | Oizumi                     | T. Kobayashi                            |
| 24165 -              | 1999 WQ3            | 28 noiembrie 1999 | Oizumi                     | T. Kobayashi                            |
| 24166 -              | 1999 WW3            | 28 noiembrie 1999 | Oizumi                     | T. Kobayashi                            |
| 24167 -              | 1999 WC4            | 28 noiembrie 1999 | Oizumi                     | T. Kobayashi                            |
| 24168 Hexlein        | 1999 WH9            | 29 noiembrie 1999 | Starkenburg Observatory⁠(d) | Starkenburg⁠(d)                          |
| 24169 -              | 1999 WQ11           | 29 noiembrie 1999 | Oohira⁠(d)                  | T. Urata                                |
| 24170 -              | 1999 WB13           | 29 noiembrie 1999 | Bédoin⁠(d)                  | P. Antonini⁠(d)                          |
| 24171 -              | 1999 XE1            | 2 decembrie 1999  | Oizumi                     | T. Kobayashi                            |
| 24172 -              | 1999 XG1            | 2 decembrie 1999  | Oizumi                     | T. Kobayashi                            |
| 24173 SLAS           | 1999 XS1            | 3 decembrie 1999  | Oaxaca                     | J. M. Roe⁠(d)                            |
| 24174 -              | 1999 XZ4            | 4 decembrie 1999  | Catalina                   | CSS                                     |
| 24175 -              | 1999 XD5            | 4 decembrie 1999  | Catalina                   | CSS                                     |
| 24176 -              | 1999 XP6            | 4 decembrie 1999  | Catalina                   | CSS                                     |
| 24177 -              | 1999 XJ7            | 4 decembrie 1999  | Fountain Hills⁠(d)          | C. W. Juels⁠(d)                          |
| 24178 -              | 1999 XL7            | 4 decembrie 1999  | Fountain Hills             | C. W. Juels                             |
| 24179 -              | 1999 XS7            | 4 decembrie 1999  | Fountain Hills             | C. W. Juels                             |
| 24180 -              | 1999 XH8            | 3 decembrie 1999  | Oizumi                     | T. Kobayashi                            |
| 24181 -              | 1999 XN8            | 2 decembrie 1999  | Kvistaberg⁠(d)              | Uppsala-DLR Asteroid Survey⁠(d)          |
| 24182 -              | 1999 XP11           | 5 decembrie 1999  | Catalina                   | CSS                                     |
| 24183 -              | 1999 XV11           | 6 decembrie 1999  | Catalina                   | CSS                                     |
| 24184 -              | 1999 XS13           | 5 decembrie 1999  | Socorro                    | LINEAR                                  |
| 24185                | 1999 XM14           | 3 decembrie 1999  | Nachi-Katsuura⁠(d)          | Y. Shimizu⁠(d), T. Urata                 |
| 24186 Shivanisud     | 1999 XL18           | 3 decembrie 1999  | Socorro                    | LINEAR                                  |
| 24187 -              | 1999 XO18           | 3 decembrie 1999  | Socorro                    | LINEAR                                  |
| 24188 Matthewage     | 1999 XS24           | 6 decembrie 1999  | Socorro                    | LINEAR                                  |
| 24189 Lewasserman    | 1999 XR25           | 6 decembrie 1999  | Socorro                    | LINEAR                                  |
| 24190 Xiaoyunyin     | 1999 XT28           | 6 decembrie 1999  | Socorro                    | LINEAR                                  |
| 24191 Qiaochuyuan    | 1999 XK30           | 6 decembrie 1999  | Socorro                    | LINEAR                                  |
| 24192 -              | 1999 XM30           | 6 decembrie 1999  | Socorro                    | LINEAR                                  |
| 24193 -              | 1999 XF32           | 6 decembrie 1999  | Socorro                    | LINEAR                                  |
| 24194 Paľuš          | 1999 XU35           | 8 decembrie 1999  | Modra⁠(d)                   | A. Galád⁠(d), D. Kalmančok⁠(d)            |
| 24195 -              | 1999 XD36           | 6 decembrie 1999  | Gekko⁠(d)                   | T. Kagawa⁠(d)                            |
| 24196 -              | 1999 XG37           | 7 decembrie 1999  | Fountain Hills⁠(d)          | C. W. Juels⁠(d)                          |
| 24197 -              | 1999 XP37           | 7 decembrie 1999  | Črni Vrh                   | Črni Vrh                                |
| 24198 Xiaomengzeng   | 1999 XB39           | 6 decembrie 1999  | Socorro                    | LINEAR                                  |
| 24199 Tsarevsky      | 1999 XD39           | 6 decembrie 1999  | Socorro                    | LINEAR                                  |
| 24200 Peterbrooks    | 1999 XB40           | 6 decembrie 1999  | Socorro                    | LINEAR                                  |